# Hevea
Hévea (Hevea) é um género botânico pertencente à família Euphorbiaceae, que inclui, entre outras espécies, a seringueira (Hevea brasiliensis).

## Sinonímia
| - Micrandra Benn. & R.Br. | - Siphonanthus Schreb. ex Baill. - Siphonia D.Richard ex Schreb. |

## Espécies
Composto por 39 espécies:
| - Hevea andinensis - Hevea apiculata - Hevea benthamiana - Hevea brasiliensis - Hevea camargoana - Hevea camporum - Hevea caucho - Hevea collina - Hevea confusa - Hevea cuneata - Hevea discolor - Hevea duckei - Hevea elastica | - Hevea foxii - Hevea glabrescens - Hevea gracilis - Hevea granthami - Hevea guianensis - Hevea huberiana - Hevea humilior - Hevea janeirensis - Hevea kunthiana - Hevea lutea - Hevea marginata - Hevea membranacea - Hevea microphylla | - Hevea minor - Hevea nigra - Hevea nitida - Hevea paludosa - Hevea paraensis - Hevea pauciflora - Hevea peruviana - Hevea randiana - Hevea rigidifolia - Hevea sieberi - Hevea similis - Hevea spruceana - Hevea viridis |